# Harry Hardt
Pour les articles homonymes, voir Hardt.
Harry Hardt, de son vrai nom Hermann Karl Viktor Klimbacher Edler von Reichswahr (né le 4 août 1899 à Pula, mort le 14 novembre 1980 à Vienne) est un acteur autrichien.

## Biographie
Ce fils d'un officier fait d'abord des études d'histoire de l'art puis est élève-officier à l'Académie militaire thérésienne. Après la Première Guerre mondiale, il arrête sa carrière militaire et décide de devenir acteur.
Après des cours de théâtre à Graz et Berlin, il fait ses débuts en 1919 au théâtre d'Olomouc. L'année suivante, il joue au Trianon-Theater du Berlin. Il commence aussi une carrière au cinéma et est rapidement un acteur de figuration très demandé. Il incarne des jeunes hommes galants puis des hommes de la haute société.
Hardt est présent environ 180 films et productions télévisuelles.

## Filmographie
| - 1920 : Die Frauen vom Gnadenstein - 1921 : Millionenraub - 1921 : Der ewige Kampf - 1921 : Der Leidensweg der Inge Krafft - 1922 : Boris Godounov - 1922 : Es leuchtet meine Liebe - 1922 : Das Komödiantenkind - 1923 : L'Empreinte de Bouddha - 1923 : Paganini - 1923 : Frühlingsfluten - 1923 : Nanon - 1923 : Fräulein Raffke de Richard Eichberg - 1923 : Frauenmoral - 1924 : Ihre letzte Dummheit - 1924 : Der Klabautermann - 1924 : Spanische Gluten - 1924 : Thamar, das Kind der Berge - 1924 : Rêve de bonheur - 1924 : Um eine Million - 1925 : Der Hahn im Korb - 1925 : Ich liebe Dich - 1925 : Au nom du Roi - 1925 : Der Mann im Sattel - 1925 : Schiff in Not - 1925 : Vorderhaus und Hinterhaus - 1925 : Der Trödler von Amsterdam - 1925 : Um Recht und Ehre - 1925 : Die Frau von vierzig Jahren - 1926 : Der Provinzonkel - 1926 : Die kleine Inge und ihre drei Väter - 1926 : Der krasse Fuchs - 1926 : Zopf und Schwert - 1927 : Das edle Blut - 1927 : Der Feldmarschall - 1927 : Une femme dans l'armoire - 1927 : Gefährdete Mädchen - 1927 : Grand Hotel…! - 1927 : Hast du geliebt am schönen Rhein - 1927 : Klettermaxe - 1927 : Sturmflut - 1927 : Ein Mordsmädel - 1927 : L'Esclave blanche - 1927 : Der Zigeunerbaron - 1927 : Kinderseelen klagen euch an - 1927 : Der große Unbekannte - 1928 : Rutschbahn - 1928 : Heures d'angoisse - 1928 : Ungarische Rhapsodie de Hanns Schwarz - 1928 : Casanovas Erbe - 1928 : Spelunke - 1929 : Unschuld - 1929 : L'Éternelle idole - 1929 : Manolesco, prince des sleepings - 1929 : Trahison - 1929 : Le Légionnaire 67.82 - 1929 : Le Mensonge de Nina Petrovna - 1929 : Le Meneur de joies - 1929 : Es flüstert die Nacht - 1930 : Le Roi du Danube (Donauwalzer) de Victor Janson - 1930 : Course aux millions - 1930 : Die Sünde der Lissy Krafft - 1930 : Die Warschauer Zitadelle - 1930 : Zwei Krawatten - 1930 : Verklungene Träume - 1930 : Der weiße Teufel - 1930 : Oiseaux de nuit - 1930 : Mary - 1931 : Die Fremde - 1931 : L'amour commande - 1931 : Arme, kleine Eva - 1931 : Die nackte Wahrheit - 1931 : Danseuses pour Buenos Aires (Tänzerinnen für Süd-Amerika gesucht) de Jaap Speyer - 1931 : Täter gesucht - 1931 : Der unbekannte Gast - 1931 : Im Geheimdienst - 1932 : Ein süßes Geheimnis | - 1932 : Le Front invisible - 1932 : Strafsache von Geldern - 1932 : Strich durch die Rechnung - 1932 : La Comtesse de Monte-Christo - 1932 : Zwei vom Südseeexpreß - 1933 : Kampf um Blond - 1933 : La Ronde aux millions - 1934 : Abenteuer eines jungen Herrn in Polen - 1934 : Das verlorene Tal - 1934 : Zigeunerblut - 1934 : Schwarzer Jäger Johanna - 1934 : Ein Mann will nach Deutschland - 1935 : Valses sur la Neva - 1935 : Artisten - 1935 : Nacht der Verwandlung - 1935 : Les Deux Rois - 1935 : Der blaue Diamant - 1935 : L'Amour musicien - 1936 : Es geht um mein Leben - 1936 : L'Étudiant pauvre - 1936 : Onkel Bräsig - 1936 : Fridericus - 1937 : On a tué Sherlock Holmes - 1937 : La Habanera - 1938 : Der Spieler - 1939 : Meine Tante, deine Tante - 1939 : Étoile de Rio - 1940 : La Fugue de Mr Patterson - 1940 : Scandale à Vienne - 1940 : Trenck, der Pandur - 1941 : Le Grand Roi - 1941 : Jakko - 1942 : La Ville dorée - 1942 : Wien 1910 - 1942 : Der Ochsenkrieg - 1943 : Les Aventures fantastiques du baron Münchhausen - 1943 : Das Ferienkind - 1950 : Toselli - 1950 : Großstadtnacht - 1951 : Maria Theresia - 1951 : Das Herz einer Frau - 1953 : Alles für Papa - 1953 : Wirbel um Irene - 1953 : Kaiserwalzer - 1954 : Kaisermanöver - 1954 : Le Beau Danube bleu - 1954 : 08/15 - 1954 : Der schweigende Engel - 1954 : La Faute du docteur Frank - 1954 : Die kleine Stadt will schlafen gehen - 1955 : Marianne - 1955 : Königswalzer - 1955 : Sarajevo - 1955 : C'est arrivé le 20 juillet - 1955 : Spionage - 1955 : Gestatten, mein Name ist Cox - 1956 : Made in Germany - 1956 : Das Mädchen Marion - 1957 : Die Panne - 1957 : Ainsi sont les hommes - 1960 : Willy, der Privatdetektiv - 1961 : Unsere tollen Tanten - 1961 : Der Hochtourist - 1962 : L'Irrésistible célibataire - 1965 : Der Fall Harry Domela - 1965 : Tausend Takte Übermut - 1968 : Der nächste Herr, dieselbe Dame - 1969 : Komm nach Wien, ich zeig dir was - 1970 : L'Entrejambe - 1971 : Wenn der Vater mit dem Sohne (série télévisée) - 1972 : La Torture - 1972 : Les Aventures extraordinaires du baron von Trenck (série télévisée) - 1974 : Karl May - 1975 : Auch Mimosen wollen blühen - 1978 : Inspecteur Derrick : L'Erreur (série télévisée) - 1979 : La Lumière des justes (série télévisée) |

## Source de la traduction
- (de) Cet article est partiellement ou en totalité issu de l’article de Wikipédia en allemand intitulé « Harry Hardt » (voir la liste des auteurs).